# Broad River (Karolini)
Broad River je okoli 240 km dolga reka, ki teč po zahodu Severne in severu Južne Karoline. Je glavni pritok reke Congaree. 
Glavni pritoki reke so: Green, Second Broad in First Broad reke v Severni Karolini in Bowens, Pacolet, Sandy, Tyger, Enoree in Little v Južni Karolini.